# غوستاف أدولف فون نوستيتز-والفيتز
جوستاف أدولف فون نوستيتز-والفيتز (11 يوليو 1898 - 31 مايو 1945) جنرالًا في الفيرماخت ألمانيا النازية خلال الحرب العالمية الثانية. وقد حصل على وسام الفارس الصليبي الحديدي. أصيب نوستيتز وولفيتز في مارس 1945 في جيب هيليجنبيل، وتم نقله إلى مستشفى في إكرنفورد وتوفي في 31 مايو 1945.

## الجوائز والأوسمة
- الصليب الألماني في الذهب في 1 ديسمبر 1941 كما أوبرسلوبمينت في فوج المدفعية-reitendes 1 [1]
- وسام الفارس الصليبي الحديدي في 12 يونيو 1944 بصفته أوبرست وقائد بانزر فوج المدفعية 89 [2]

### اقتباسات
1. ↑  Patzwall & Scherzer 2001, p. 333.
2. ↑  Fellgiebel 2000, p. 267.

### قائمة المراجع
| مناصب عسكرية    | مناصب عسكرية                                           | مناصب عسكرية    |
| --------------- | ------------------------------------------------------ | --------------- |
| سبقه {{{سبقه}}} | Commander of فرقة بانزر الرابعة والعشرين {{{الأعوام}}} | تبعه {{{تبعه}}} |